# سرای (همدان)
سرای (همدان)، روستایی از توابع بخش فامنین شهرستان همدان در استان همدان ایران است.
سرای از زمان مادها تا کنون، چندین بار خالی از سکنه و سپس با گذر زمان، جانی دوباره گرفته.

## جمعیت
این روستا در دهستان خرم‌دشت قرار دارد و براساس سرشماری مرکز آمار ایران در سال ۱۳۹۵، جمعیت آن ۸۳ نفر (۲۲خانوار) بوده‌است.